# Polonnaruwa

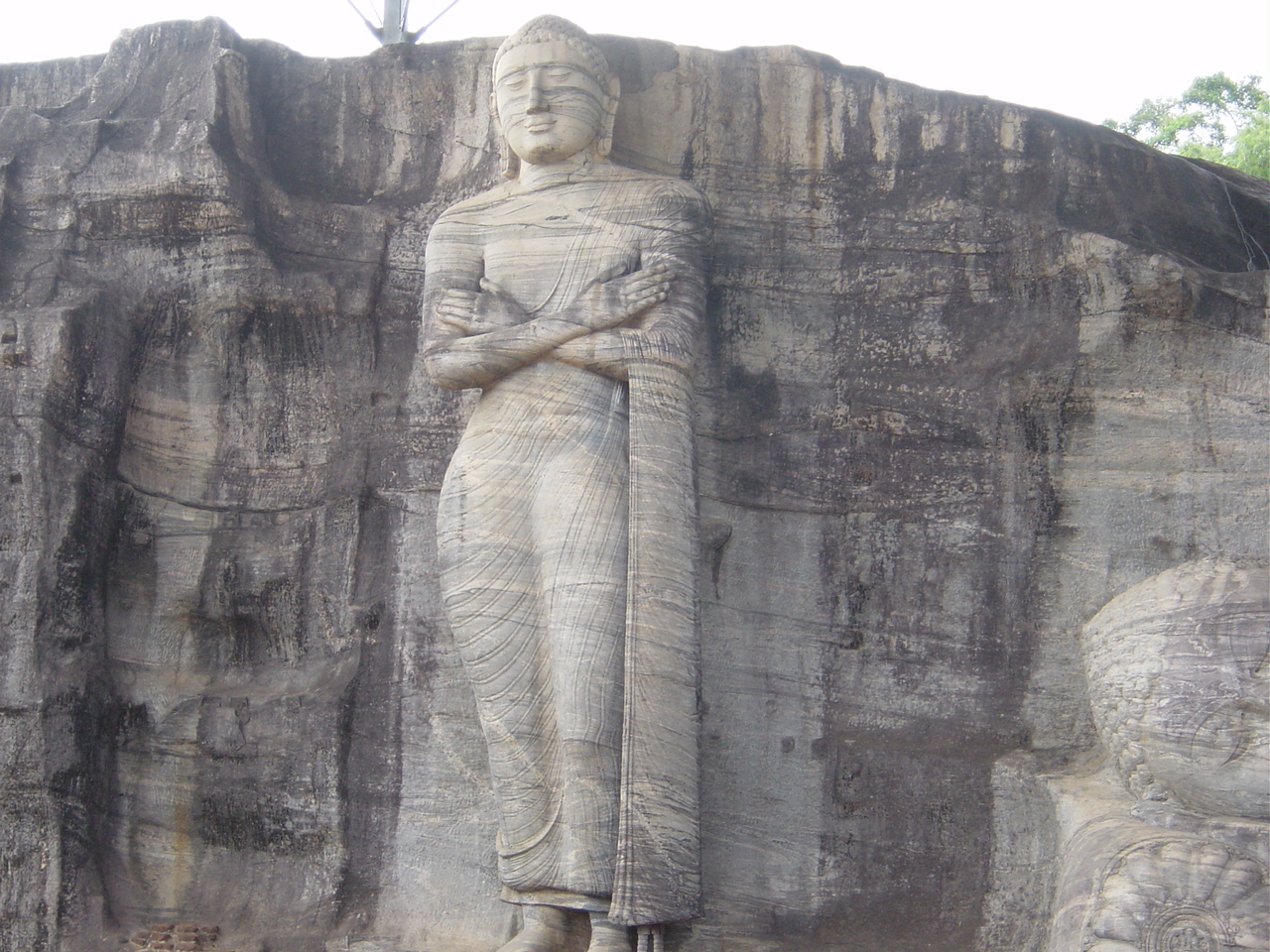
Buddhastaty uthuggen i urberget vid Polonnaruwa

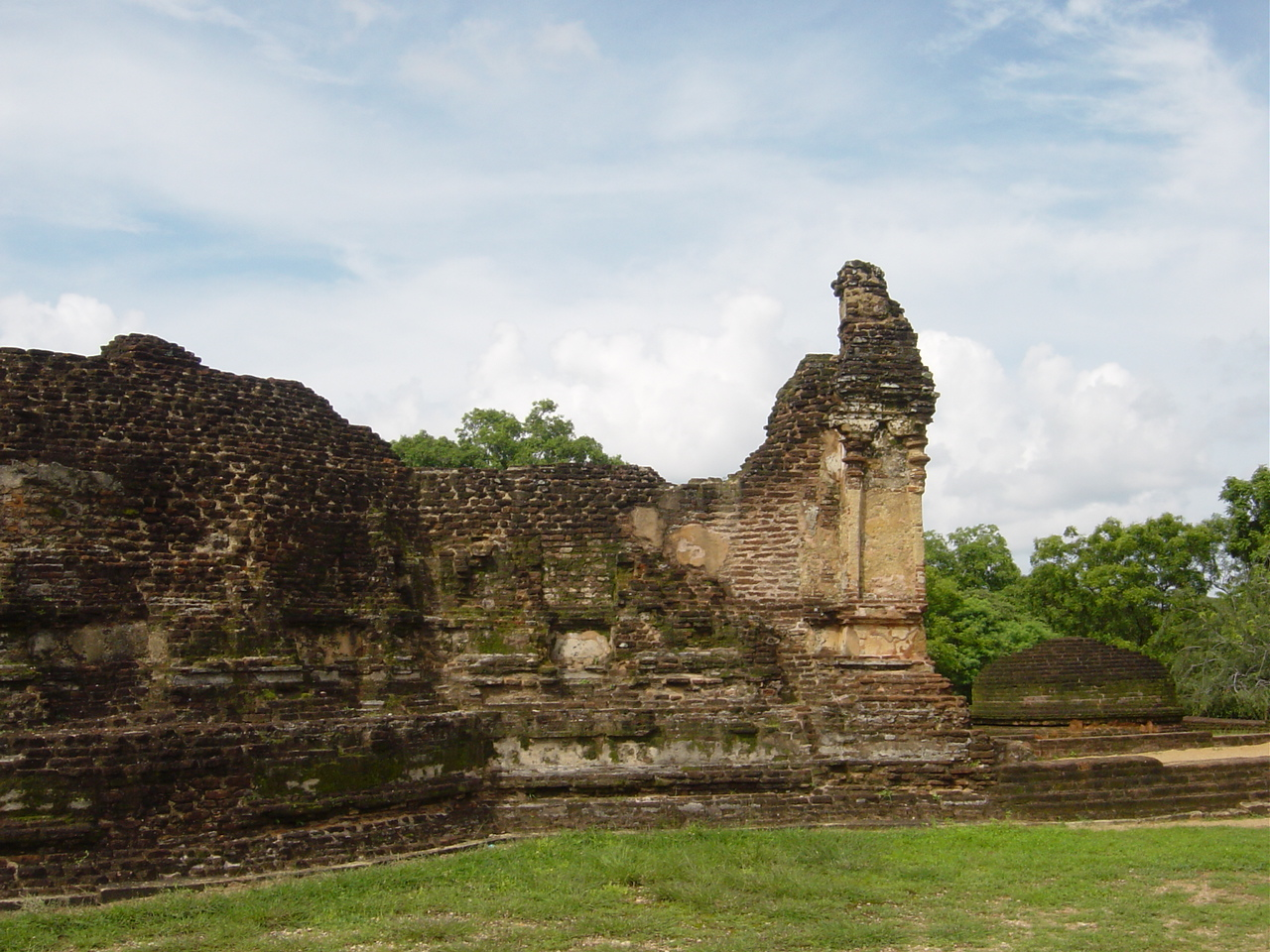
Polonnaruwa. Ruiner av staden

Polonnaruwa är en forntida stad i Sri Lanka. Staden, som ligger cirka 140 km norr om Kandy, utropades till huvudstad i landet av kung Vijayabahu I i slutet av 1000-talet. Polonnaruwa övertog därmed rollen som huvudstad från Anuradhapura.
Det var dock inte under kung Vijayabahu I:s regeringstid utan under hans sonson Parakramabahu I:s regering, som man anser att Polonnaruwas guldålder var. Då blomstrade handel och jordbruk under kungens överinseende. Han var stenhård och krävde att inte en droppe vatten från himlen skulle slösas och att var och en av dessa droppar skulle användas för landets utveckling. Det ledde till att man konstruerade bevattningssystem som var långt överlägsna de som fanns under Anuradhapuras era. Dessa bevattningssystem ger än idag det så väl behövda vattnet för risodlingarna under torrperioden. 
Det största av dessa system, är Parakrama Saumdraya eller Parakramasjön, en vattentank så stor att den ibland av misstag tas för havet. Den omsluter staden som ett band, och är på så vis både till försvar mot inkräktare som folkets livlina i fredstid. Kungariket Polonnaruwa var helt självförsörjande under kung Parakramabahus regeringstid.
Med undantag för hans närmaste efterträdare, Nissankamalla I, var alla andra Polonnaruwas monarker något mindre viljestarka och ganska benägna att starta bråk med sina egna. De gjorde också flera äktenskapsallianser med starkare sydindiska kungariken, ända tills dessa äktenskapsförbindelser ersatte den lokala kungliga tronföljden och gav upphov till Kalingainvasionen under kung Magha år 1214. 1284 invaderades landet på nytt från Arya Chakrawarthi och makten gick över till kung Pandyan. Huvudstaden flyttades då till Dambadeniya.
Idag är resterna av Polonnaruwa en av de mest planerade arkeologiska relikplatserna i landet och den vittnar om de första härskarnas disciplin och storhet.